# 名鉄モ3350形電車 (初代)
名鉄モ3350形電車（めいてつモ3350がたでんしゃ）は、名古屋鉄道（名鉄）が主に優等列車運用に供する目的で、1940年（昭和15年）から1941年（昭和16年）にかけて導入した電車である。名鉄の直流1,500 V電化路線において運用された吊り掛け駆動車各形式のうち、間接自動進段制御器を搭載するAL車に属する。
モ3350形（初代）は3400系「流線」に次いで愛知電気鉄道由来の東部線へ導入された2扉セミクロスシート仕様の優等列車用車両であり、制御電動車モ3350形（初代）のほか、同形式の制御車ク2050形、および両運転台構造のモ3350形（初代）を片運転台構造へ設計変更した制御電動車モ3650形が同時に新製された。
モ3350形（初代）・ク2050形については、太平洋戦争終戦後に実施された形式称号改訂に際してモ3600形（2代）・ク2600形と形式を変更した。形式称号改訂後は、上掲3形式を総称して3600系とも呼称され、モ3600形（2代）・ク2600形は1987年（昭和62年）まで、モ3650形は1988年（昭和63年）まで、それぞれ運用された。
以下、本項においては、上掲3形式を総称する場合は「本系列」と記述し、また編成単位の説明に際してはモ3350形（モ3600形）およびモ3650形の車両番号をもって編成呼称とする（例：モ3601-ク2601の2両で組成された編成は「3601編成」）。

## 導入経緯
名鉄は1938年（昭和13年）に、東部線用車両の3400系および名岐鉄道由来の西部線用車両の850系という流線形車両2系列に次ぐ、次期新型車両の新製を計画した。直流1,500 V電化の東部線へ導入する車両は3400系（モ3400形・ク2400形）に次ぐ新規形式との意味合いから制御電動車モ3450形および制御車ク2450形と仮称され、一方直流600 V電化の西部線へ導入する車両はモ3500形・ク2500形と仮称された。各形式とも、将来的な東部線・西部線の統合による東西直通運転を視野に導入が計画されたものであった。
このうちモ3450形・ク2450形について、名鉄は1938年（昭和13年）11月に車両設計認可を管轄省庁へ申請した。この時点でのモ3450形・ク2450形は、名岐鉄道当時に新製された西部線用車両であるモ800形の構体主要設計を踏襲し、電気系統のみを直流1,500 V電化対応とした改良型車両として計画された。従って認可申請書類に添付された構体設計図面も、モ800形および同形制御車のク2300形（初代）のものがそのまま転用された。
しかしその後、豊橋線（東部線の幹線に相当、現・名古屋本線の神宮前以東）から小坂井支線を経由して小坂井より豊川鉄道・三信鉄道に乗り入れ、飯田に至る直通急行列車の運行計画が浮上したことなどを受けて、モ3450形・ク2450形を直通列車運用への充当に相応しい外観と設備を持った車両とするよう計画が変更され、両形式は構体・主要機器とも完全新規設計によって製造されることとなった。
翌1939年（昭和14年）5月16日に日本車輌製造本店において作成されたモ3450形の設計図面「組-2-ハ-6081」は、前後妻面に貫通扉を設けた貫通構造こそモ800形を踏襲したものの、溶接工法の採用・窓上補強帯（ウィンドウヘッダー）を省略したノーヘッダー構造・一段上昇式の側窓・車内客用扉間に設置された転換クロスシートなど、3400系にて採用された設計を各部に取り入れたものへ全面的に変更された。また、同月19日にはモ3450形の設計を踏襲しつつ片運転台構造に設計変更したク2450形の図面「組-2-ハ-6084」が作成されたほか、のちにモ3650形の形式称号が付与される片運転台構造の制御電動車の図面「組-2-ハ-6083」も同日付で作成された。さらに、制御電動車へ搭載する制御装置に、当時最新型の多段制御装置であった東京芝浦電気（現・東芝）製の電空油圧カム軸式制御装置を採用することも決定した。
名鉄は1940年（昭和15年）7月に上記設計変更を反映した設計変更認可を申請、同時に仮称モ3450形・ク2450形とされた車両形式についても変更された。本系列は、愛知電気鉄道当時に新製された東部線用車両であるモ3300形、モ3300形の片運転台構造版であるモ3600形（初代）、および同形制御車のク2040形、以上3形式の後継形式と位置付けられ、両運転台構造の制御電動車はモ3350形、片運転台構造の制御電動車はモ3650形、制御車はク2050形と、それぞれ続番となる車両形式が付与された。
上記経緯により、1940年（昭和15年）12月から翌1941年（昭和16年）6月にかけて、モ3350形3351 - 3354、モ3650形3651・3652、ク2050形2051 - 2054の3形式合計10両が東部線へ導入された。

## 車体
前述の通り、車体外観はモ800形と同様に前後貫通構造ながら、各部設計には流線形車両3400系の流儀を取り入れたものとされた。そのため、本系列と3400系の関係は、日本国有鉄道（国鉄）におけるモハ52形「流電」とモハ43形「半流型」の関係になぞらえて解説されることがある。

### 外観
構体主要部分を普通鋼製とした、車体長17,600 mm・車体幅2,700 mmの半鋼製車体を備える。車体長はモ800形と比較して100 mm延長されたものの、台車心皿中心間隔は12,000 mmで変わらず、台車心皿中心から妻面までの寸法（オーバーハング）を前後各50 mm延長して差分を吸収している。外板は3400系と同じく溶接構造の全面採用によってリベットを廃し、窓上の補強帯であるウィンドウヘッダーが露出しない構造としたが、屋根部構造については3400系において採用された幕板部から屋根部にかけての外板を連続処理した張り上げ屋根構造ではなく、モ800形と同様に幕板上部で屋根と側板が区分される普通屋根構造を採用した。
前後妻面はモ800形と同様に緩い丸妻形状とし、妻面中央部には660 mm幅の貫通扉を備え、その左右に750 mm幅の前面窓を設けた。これらの寸法もモ800形の設計を踏襲したものである。ただし、前面および側面の全ての窓は、3400系と同様に窓枠上隅部を曲線形状に処理し、窓構造もモ800形の上段固定下段上昇式の二枚窓構造ではなく3400系の一段上昇式の一枚窓構造を踏襲した点が異なる。前照灯は白熱灯式のものを1灯、前面屋根部中央に埋込形のケースを介して設置した。
側面には500 mm幅の乗務員扉、775 mm幅の側窓、1,080 mm幅の片開客用扉をそれぞれ配置した。側面窓配置は両運転台構造のモ3350形（初代）がd 2 D 10 D 2 d（d：乗務員扉、D：客用扉、各数値は側窓の枚数）、片運転台構造のモ3650形およびク2050形がd 2 D 10 D 3である。客用扉間の側窓は3400系と比較して1枚増加しているが、その分3400系より側窓の開口幅は25 mm、客用扉幅は120 mm、それぞれ縮小されている。客用扉上辺は3400系のようにアーチ状の曲線形状とはせず、一般的な直線形状とした。客用扉の下部には内蔵型の乗降用ステップが設置され、客用扉下端部が車体裾部まで引き下げられている。
その他、前後妻面の貫通扉と乗務員扉は、扉を閉めた状態で外板と扉が面一となるよう設計され、また扉窓下には外板の窓下補強帯（ウィンドウシル）と位置を合わせて同形状の帯材を設置、外観の一体性を高める意匠とされた。
屋根上にはガーランド形ベンチレーター（通風器）を採用、モ3350形（初代）・モ3650形は1両あたり5基、ク2050形は1両あたり6基、それぞれ中央部に一列配置した。
車体塗装は3400系において採用された濃淡緑の2色塗装ではなく、当時の名鉄標準塗装であったマルーン1色塗装とした。また、側面腰板部の切り出し文字による車両番号（車番）標記は、3400系と同じく名岐由来のローマン書体とは字体の異なる愛電由来のボールド体のローマン書体によるものとされた。

### 車内
座席は3400系と同様に転換クロスシートを採用した。ただし本系列は3400系とは異なり、客用扉間の座席のみを転換クロスシートとし、その他の座席はロングシートとしたセミクロスシート仕様である。これは3400系が車内床部に設置された主電動機点検蓋を車内通路幅に合わせた一列配置としたのに対して、本系列はモ800形などと同様に主電動機点検蓋を枕木方向に3枚並列設置したことによるもので、モ3350形（初代）およびモ3650形については、客用扉間の側窓のうち、各客用扉に隣接する側窓1枚分の座席についてもロングシートとした。
運転台は片隅式構造とし、車内から妻面に向かって左側の運転台スペースにのみ仕切り壁が設けられた。車内照明は白熱灯式で、直流100 V電源による128 Wの白熱電球照明を1両あたり6個設置した。

## 主要機器

### 制御装置
制御装置は前述の通り、東京芝浦電気PB-2A電空油圧カム軸式間接自動制御装置を採用した。力行制御段数は直列13段・並列12段・弱め界磁2段の計27段で、これはモ800形に搭載された東洋電機製造ES-509-A制御装置の力行制御段数10段（直列5段・並列4段・弱め界磁1段）の約3倍に相当し、加速時の前後衝動の少ない快適な乗り心地を実現した。
PB-2A制御装置はゼネラル・エレクトリック (GE) が開発しニューヨーク市地下鉄などへ納入したPCM油圧シリンダ制御式カム軸制御装置を設計の基本に、制御装置内部の接触器を上下2列配置としてカム軸を1軸2回転方式に改良した機種で、名鉄のほか西日本鉄道へ同形機種が納入された。本系列の製造当時、東京芝浦電気PA・PB系制御装置と同等の制御段数を備える機種は日立製作所が東京横浜電鉄（現・東京急行電鉄）へ納入したMMC-200制御装置（力行21段）しか存在せず、当時の量産型制御装置としては異例の多段制御装置であった。

### 主電動機・台車など
主電動機はモ800形と同様に東洋電機製造TDK-528系直流直巻電動機を採用、直流1,500 V対応機種のTDK-528/5-G（端子電圧750 V時定格出力112.5 kW、同定格回転数1,188 rpm）をモ3350形（初代）・モ3650形へ1両あたり4基搭載した。同等特性の主電動機を搭載する3400系が歯車比を2.64 (58:22) としたのに対して、本系列は歯車比をモ800形と同一の3.21 (61:19) に設定した。そのため、全界磁時定格速度は3400系の76.0 km/hに対して本系列では64.0 km/hとなり、起動加速度や低中速域の加速特性が向上した反面、高速域の加速特性は低下した。駆動方式は吊り掛け式である。
台車は形鋼組立形の釣り合い梁式台車である日本車輌製造D16を全車とも装着する。本系列が装着するD16台車は、3400系のD16台車とは異なり軸受をモ800形などと同じく平軸受（プレーンベアリング）仕様としたが、固定軸間距離はモ800形などが装着するD16台車より50 mm延長し、3400系が装着するコロ軸受（ローラーベアリング）仕様のD16台車より50 mm短い2,250 mmに設計変更されている。
制動装置は、日本エヤーブレーキ（現・ナブテスコ） が開発したA動作弁を用いた自動空気ブレーキを常用制動として採用、モ3350形（初代）・モ3650形の制動装置はAMA、ク2050形の制動装置はACAとそれぞれ呼称された。その他、全車とも手用制動を併設した。

### その他の機器
集電装置は菱形パンタグラフをモ3350形（初代）・モ3650形へ1両あたり1基搭載し、連結器は従来車と同様に並形自動連結器を採用した。
その他、低圧電源供給用の電動発電機 (MG) や制動装置などの動作に用いる空気圧供給用の電動空気圧縮機 (CP) といった補助機器は、いずれもモ3350形（初代）・モ3650形へ集中搭載した。

## 運用

### 太平洋戦争前後

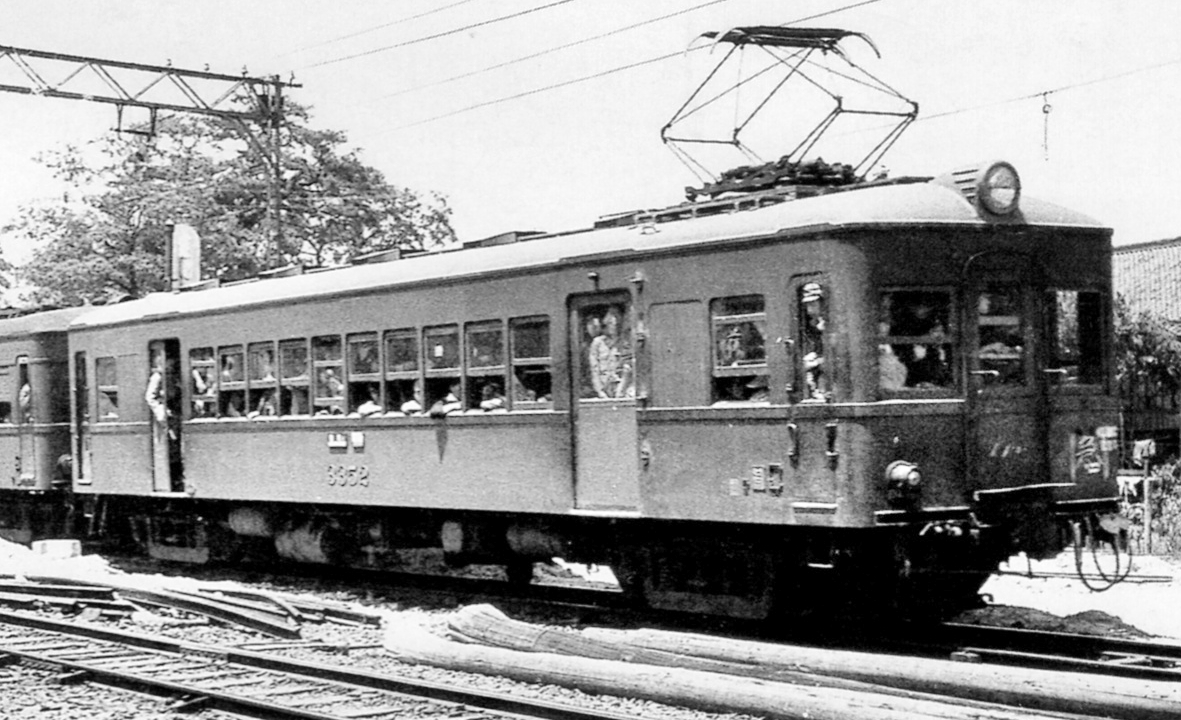
東部線急行運用につくモ3350形3352

本系列のうち、制御車ク2050形は制御電動車モ3350形（初代）・モ3650形に先立って1940年（昭和15年）12月に落成した。この時点では編成相手となる間接自動加速制御（AL制御）仕様の電動車が、固定編成を組成した3400系を除いて東部線に存在しなかったことから、ク2050形は暫定的に間接非自動制御（HL制御）用の主幹制御器を搭載して落成し、モ3200形およびモ3300形などのHL制御車と編成して運用された。
翌1941年（昭和16年）6月にはモ3350形（初代）・モ3650形が落成、ク2050形も主幹制御器を本来の仕様に復して両形式とともに運用された。ただし、竣功届はク2050形を含め全車とも1941年（昭和16年）6月23日付で提出されている。
なお、前述した本系列を使用した豊川鉄道・三信鉄道への直通運転構想は、本系列の竣功に先立つ1940年（昭和15年）11月に3400系を用いて試運転が行われ、車両限界などに支障がないことが確認されていた。当時の地元紙においては翌1941年（昭和16年）12月より直通運転が開始される旨が報じられ、具体的な運行ダイヤも決定していたとされる。しかし、当時の世情は太平洋戦争激化に伴う戦時体制へ移行しつつあり、「軍需輸送の必要のため」を理由に直通列車計画は中止された。

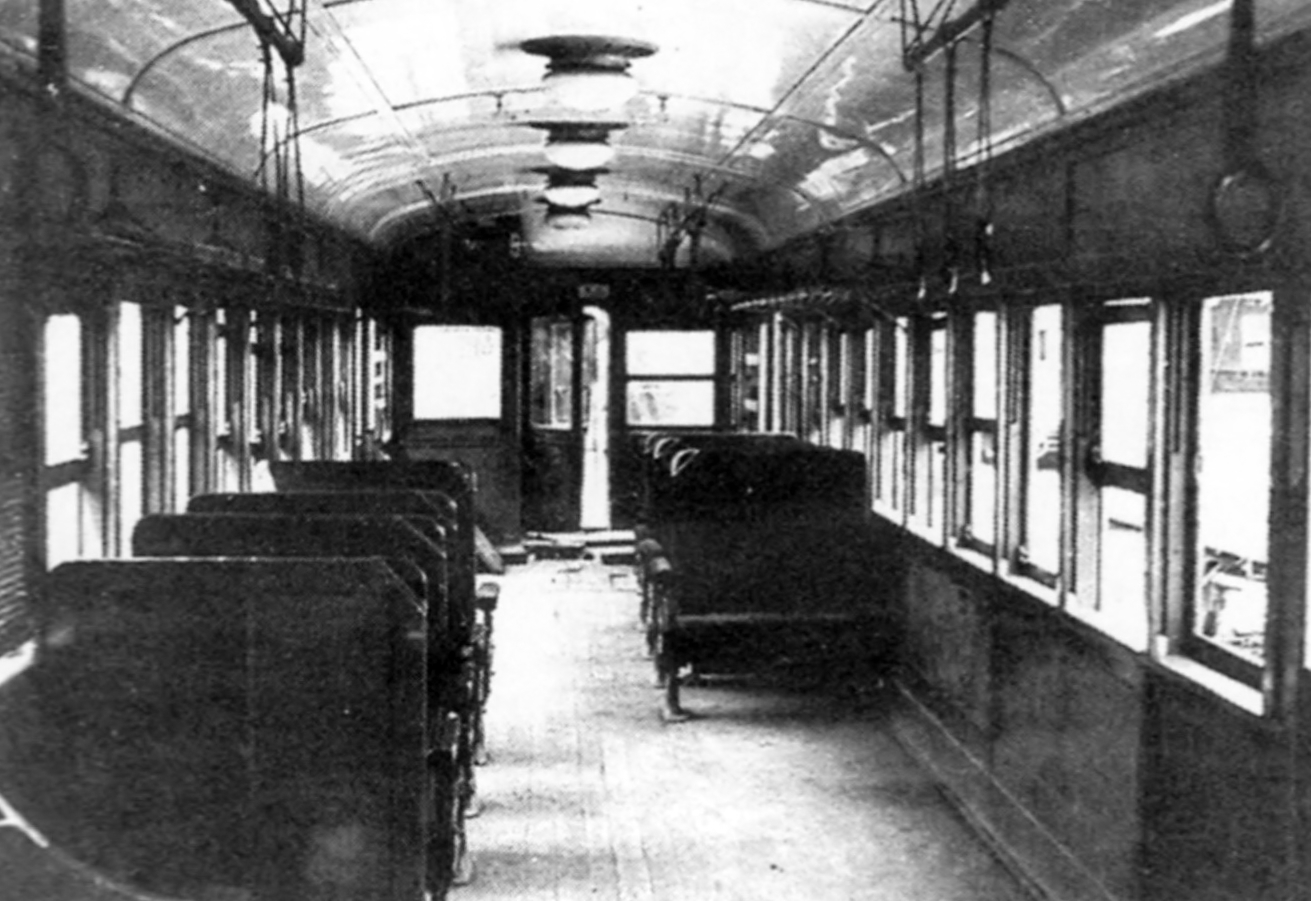
座席一部撤去後のモ3350形3353の車内

その後、戦時体制下における輸送量増加を受けて、全車とも混雑緩和のため客用扉間に設置された座席のうち半数を撤去して立席面積を拡大する改造が実施された。この撤去跡には戦後ロングシートが設置され、転換クロスシート部分は客用扉間の左右計8脚のみに縮小された。
戦後の1952年（昭和27年）9月に実施された形式称号改訂において、モ3350形3351 - 3354（形式・車番とも初代）は旧愛電デハ3600形の後身であるモ3600形3601 - 3604（形式・車番とも初代）と形式・記号番号を交換する形でモ3600形3601 - 3604（形式・車番とも2代）となった。また同時にク2050形2051 - 2054についてもク2600形2601 - 2604と形式・記号番号が変更された。モ3650形3651・3652については形式・記号番号の変更は実施されず、以降本系列に属する10両は廃車までこの形式・記号番号で運用された。

### 複電圧車への改造
1948年（昭和23年）5月12日に西部線に属する主要路線の架線電圧1,500 V昇圧工事が完成し、同年5月16日より金山橋（現・金山）を境とした運行系統分断を解消して東西直通運転を開始、従来「豊橋線」「名岐線」と呼称されていた東部線・西部線の幹線は「名古屋本線」に統合された。ただし、この時点で昇圧された旧西部線に属する路線区は名岐線のほか犬山線・津島線・尾西線のみであり、また旧東部線に属する支線区についても西尾線・蒲郡線など一部路線区は昇圧対象に含まれず、従前の架線電圧600 V仕様で存置された。
戦後の混乱期を脱しつつあった1950年（昭和25年）頃より、架線電圧600 V仕様の支線区のうち、沿線に観光地を有する広見線・八百津線・西尾線・蒲郡線の各路線区について、名古屋本線など幹線系統からの直通特急列車を運行する計画が浮上した。この際、当時名鉄が保有した一般列車用車両のうち、一部が撤去されていたものの優等列車運用に適する転換クロスシート仕様車であった本系列が、直通特急列車用車両に選定された。
直通特急列車用車両への格上げに際しては、モ3650形2両を除く8両がその対象となり、モ3600形全車は電圧転換装置を新設して直流600 V電化区間および同1,500 V電化区間の両方を走行可能な複電圧車両へ改造された。また、モ3600形・ク2600形全車について客用扉間の座席を全て転換クロスシート仕様に改装し、車内放送装置が新設された。車体塗装についても、戦後ダークグリーン1色塗装に改められていたものを、3850系への採用を機に当時の名鉄の優等列車用車両における標準塗装とされていた下半分マルーン・上半分ピンクの2色塗装に変更された。
またこの改造に際して、従来固定されていなかったモ3600形とク2600形の編成は末尾同番号の車両による固定編成となり、モ3600形は全車とも豊橋側妻面（非パンタグラフ側）の運転台を撤去して片運転台構造に改められた。モ3601・モ3602・モ3604は運転台機器を撤去したのみで乗務員扉および車内運転台仕切り壁は存置されたが、モ3603はそれらを含めて運転台を完全撤去して客室化し、乗務員扉跡には他の側窓と同一形状の窓を新設したため、同車はモ3650形との外観上の差異が消滅した。
1955年（昭和30年）に3601編成（モ3601-ク2601）・3602編成（モ3602-ク2602）が竣功、沿線には同年に国定公園に指定された三河湾や西浦温泉などの観光地を有し、最も直通列車運行の要望が高かった西尾線・蒲郡線と名古屋本線を直通する特急列車運用に充当された。翌1956年（昭和31年）には3603編成（モ3603-ク2603）・3604編成（モ3604-ク2604）がそれぞれ竣功し、同じく支線区直通特急運用に充当された。
一方、モ3650形3651・3652は対応する制御車が存在しないため常時他形式と混用されたが、1957年（昭和32年）より3500系（初代）モ3500形を電装解除・制御車化したク2650形2651・2652と末尾同番号の車両による固定編成を組成した。ク2650形は3500系（初代）に属する車両形式であるため、モ3650形と比較すると車内座席がロングシート仕様である点や、外観上窓上部にも補強帯（ウィンドウヘッダー）が設置されていることなど、細部の仕様には相違点が存在した。

### 後年の各種改造
1960年（昭和35年）より、本系列全車を対象に重整備工事と称する車体各部の更新修繕工事が施工された。
初期に施工されたモ3650形および3603編成は外観上の変化は軽微に留まったものの、1963年（昭和38年）以降に施工された3601編成・3602編成・3604編成の計6両については施工内容が深度化され、運転台位置の嵩上げによる高運転台化および前面窓の小型化・外板張り替えに伴う窓上隅部の直角形状化など、外観に大小の変化が生じた。そのため、モ3650形および3603編成を除く各車両は、重整備工事施工以降、原形の優美な印象が失われたとも評された。
同時に、ク2650形を除く全車について客用扉に隣接する転換クロスシート計8脚をロングシートに改装し、また3604編成のみは車内壁部を従来のニス塗り仕上げから淡緑色のラッカー塗り仕上げに変更した。その他、3603編成およびモ3651を除く全車を対象に戸袋窓のHゴム固定支持化が施工された。なお、他系列の多くが重整備工事に際して撤去した客用扉下部の内蔵ステップについては、本系列は全車とも存置された。
また重整備工事と前後して、前面貫通扉・乗務員扉・客用扉の鋼製扉への交換が順次実施されたが、これらは全車同時期に同内容にて実施されたものではないため、モ3602は全ての扉を交換した一方で、モ3601・モ3652は乗務員扉が後年まで原形のまま存置され、モ3651は後年まで客用扉が木製扉のまま存置されるなど、各車で差異が存在した。側窓のアルミサッシ化はモ3601のみ施工され、また3603編成およびモ3652は前面窓のみアルミサッシ化された。
複電圧仕様の3601編成 - 3604編成は、特急運用から撤退した後は各支線区の架線電圧1,500 V昇圧に際して乗務員の習熟訓練、および昇圧前後における運用車両入れ替えの円滑化に用いられたのち、1965年（昭和40年）3月の広見線・八百津線の架線電圧1,500 V昇圧をもって名古屋本線など幹線系統と線路が繋がった支線区の昇圧工事が完了したため、1965年（昭和40年）中に全編成とも複電圧装置を撤去した。
またモ3600形は複電圧装置撤去と同時に、主要機器の統一を目的として制御装置を従来のPB-2Aから名鉄AL車における標準機種である東洋電機製造ES-568-A電動カム軸式自動加速制御装置（直列7段・並列6段・弱め界磁1段）に換装し、モ3650形についてもES-568-Aへの換装が実施された。同時期には、名鉄におけるクロスシート仕様車の標準塗装が黄色がかったクリーム（ストロークリーム）地に赤帯を配した2色塗装に改められたことを受け、本系列全車を対象に塗装変更が実施された。
モ3650形と編成したク2650形2651・2652は、車体塗装こそ編成相手のモ3650形に合わせてクロスシート車仕様とされていたものの、車内座席は原形のロングシート仕様のまま存置されていたが、1969年（昭和44年）に客用扉間の座席を転換クロスシートに改装し、仕様の統一が図られた。
その後は、1975年（昭和50年）より前照灯のシールドビーム2灯化・前面ワイパーの自動動作化・車内照明の蛍光灯化が順次施工されたほか、1979年（昭和54年）にはモ3651を除く電動車の台車を7300系の台車換装に際して発生したD18台車に交換した。また、車体塗装は1975年（昭和50年）の3880系（元東急3700系）導入を契機に名鉄の保有する鉄道車両の標準塗装をスカーレット1色塗装とする方針が定められたため、本系列も全車とも順次スカーレット1色塗装に改められた。ク2650形2651・2652については、1976年（昭和51年）に車内照明の蛍光灯化が施工され、同時に客用扉に隣接する転換クロスシート計8脚を撤去して立席スペース化した。

### 退役
1980年代以降、新型車両の導入によってAL車各形式の代替が本格的に進められていたが、本系列についても6500系の導入に伴って3604編成が1983年（昭和58年）3月28日付で除籍され、淘汰が開始された。
淘汰はモ3600形・ク2600形から優先的に行われ、3603編成が1984年（昭和59年）8月20日付で、3602編成が1986年（昭和61年）9月30日付で、3601編成が1987年（昭和62年）1月11日付でそれぞれ除籍され、モ3600形・ク2600形は形式消滅した。
モ3650形についても、1987年（昭和62年）3月の国鉄分割民営化で発足した東海旅客鉄道（JR東海）への対抗策として名鉄が実施した新型車両の大量導入によって余剰となり、3651編成（モ3651-ク2651）・3652編成（モ3652-ク2652）とも1988年（昭和63年）1月12日付で除籍された。モ3650形の形式消滅をもって、3600系に属する3形式計10両は全廃となった。
廃車後、3602編成（モ3602-ク2602）のみ解体処分を免れ、過去に同編成が運用された蒲郡線のこどもの国駅に隣接する愛知こどもの国において休憩所として活用された。